# Radziszewo Stare
Radziszewo Stare – wieś w Polsce położona w województwie podlaskim, w powiecie wysokomazowieckim, w gminie Ciechanowiec.
W latach 1975–1998 miejscowość administracyjnie należała do województwa łomżyńskiego.
Wierni kościoła rzymskokatolickiego należą do parafii Parafia św. Doroty w Winnej Poświętnej.

## Historia
Wieś założona w pobliżu niewielkiej rzeczki Siennicy, lewego dopływu Nurca. W I Rzeczypospolitej należała do ziemi drohickiej w województwie podlaskim.
Początkowo w całości w posiadaniu Radziszewskich. Na skutek działów utworzyła się tzw. okolica szlachecka Radziszewo, w obrębie której znalazły się: Radziszewo-Króle, Radziszewo-Sieńczuch, Radziszewo-Sobiechowo i Radziszewo Stare.
Pod koniec wieku XIX w powiecie bielskim, gubernia grodzieńska, gmina Skórzec.
W roku 1921 w Radziszewie-Starym naliczono 13 budynków z przeznaczeniem mieszkalnym i 78 mieszkańców (35 mężczyzn i 43 kobiety). Narodowość polską zadeklarowało 77 osób, a białoruską 1. Wyznanie rzymskokatolickie zgłosiło 77 osób, a prawosławne 1.

## Współcześnie
Radziszewo Stare tworzy wspólne sołectwo ze wsią Radziszewo-Sobiechowo.